# Ferdinand von Lochow (Agrarwissenschaftler)
Ferdinand von Lochow IV. (* 23. September 1884 in Petkus, Brandenburg; † 17. Februar 1931 in Luckenwalde) war ein deutscher Agrologe.

## Leben
Sein Vater war Ferdinand von Lochow III., seine Mutter die Generalstochter Anna von Bülow. Sein Abitur machte Ferdinand 1904 auf dem bekannten Pädagogium am Circus in Putbus, zusammen mit einigen bürgerlichen Mitschülern und weiteren Söhnen von adeligen Rittergutsbesitzern. Er war 1926 Gründer und Vorsitzender des Verwaltungsrats der F. v. Lochow-Petkus GmbH, führte die Intentionen seines berühmten Vaters weiter. Lochow war ein vielfach tätiger Agrarfunktionär und unter anderem Vorstandsmitglied der brandenburgischen Landwirtschaftskammer. Lochow erbte auch das schon von seinem Großvater erworbene, in der Niederlausitz bei Luckau gelegene, und von ihm selbst schon lange betreute 934 ha große Rittergut Zieckau mit Vorwerk Kaule. Mittelpunkt war hier die Schafswirtschaft und die Rindviehhaltung.

## Familie
Lochow heiratete auf dem mecklenburgischen Gut Teschow bei Teterow die Gutsbesitzerstochter Edelgard von Blücher (1885–1982). Das Ehepaar hatte acht Kinder, der jüngste Sohn Dietlof starb zehnjährig 1933.

## Veröffentlichungen
- Über Leinbau und Leinzüchtung. In: Die Bedeutung neuzeitlichen Flachsbaus, Hrsg. Landwirtschafts-Kammer Schlesiens, Breslau 1926.
- Möglichkeit zur Ausdehnung des Weizenbaues auf leichten Böden. In: Illustrierte Landwirtschaftliche Zeitung, 46: 25, 1926.
- Etwas über Forstpflanzenzüchtung. In: Züchter 1: 73–79, 1929.
- Die Bedeutung des Kalkes für die leichten Böden. Kalkverlag, Berlin 1929, 21 Seiten (Broschur).
- Roggenbau und Roggenverbrauch. In: Deutsche landwirtschaftliche Presse. Parey, Jahrgang 57, Berlin 1930, S. 53.
- Deutsche Agrarpolitik. In: Weltwirtschaft. Jahrgang 19, Limbach/Berlin 1931, S. 71.